# Siła państwa
Siła państwa (siła kraju, siła narodowa, potęga państwa, potęga narodowa) – jest określana jako suma wszystkich zasobów jakimi dysponuje naród lub państwo w osiąganiu narodowych celów. Według stanowiska wyrażanego przed przedstawicieli polskiej Akademii Obrony Narodowej, siła narodowa to dynamiczny zbiór czynników materialno-energetycznych, społecznych i kulturowych w wymiarze jednostkowym, narodowym (państwowym) i międzynarodowym, które - wzajemnie się przenikając - tworzą podstawę sukcesu narodu (państwa) w zakresie realizacji jego interesów i celów narodowych.

## Składniki siły państwa
Siła państwa składa się z różnych elementów (atrybutów, instrumentów) które można podzielić na dwie kategorie w oparciu o ich pochodzenie i odpowiedniość – "narodowe" i "społeczne".
- Narodowe: geografia, zasoby, ludność,
- społeczne (socjalne): ekonomiczne, polityczne, militarne, psychologiczne, informacyjne.

Ważne czynniki geograficzne, takie jak: położenie geograficzne (geopolityka), klimat, topografia i powierzchnia, odgrywają główną rolę w możliwościach danego państwa w uzyskaniu siły. Położenie geopolityczne ma znaczny wpływ na politykę zagraniczną danego państwa.

## Pomiar siły państwa
Istnieją rozmaite wzory pomiaru siły państwa zależne od stopnia uwzględnienia w nich poszczególnych czynników.
Według modelu który zaproponował Mirosław Sułek, produkt krajowy brutto (D) reprezentuje czynnik ekonomiczny, wydatki wojskowe (W) oraz liczba żołnierzy służby czynnej (S) - czynnik militarny. 
Stopa wydatków wojskowych (m) reprezentuje czynnik moralny, tzw. napięcie woli oraz czynnik strategiczny, czyli uznanie roli czynnika militarnego. Czynnik demograficzny zaś reprezentowany jest przez ludność (L), natomiast czynnik geograﬁczny – przez powierzchnię (p). Potęga państwa jest mierzona w milimirach, przyjmując że ogólna potęga świata wynosi 1 mir.
Potęga pierwszych 10 państw świata w 2011 r.
| L.p. | Państwo           | Potęga |
| ---- | ----------------- | ------ |
| 01.  | Stany Zjednoczone | 139,46 |
| 02.  | Chiny             | 119,02 |
| 03.  | Japonia           | 43,48  |
| 04.  | Indie             | 39,56  |
| 05.  | Brazylia          | 38,69  |
| 06.  | Rosja             | 31,64  |
| 07.  | Niemcy            | 28,47  |
| 08.  | Francja           | 24,47  |
| 09.  | Kanada            | 21,12  |
| 10.  | Wielka Brytania   | 19,9   |

### "Hard power" i "soft power"
Joseph Nye – amerykański politolog i pracownik instytucji związanych z polityką międzynarodową rozróżnia między następującymi rodzajami siły państwa:
- "Twarda siła" (ang. "hard power") – jest to potencjał danego państwa wynikający z czynników geostrategicznych i ekonomicznych.
- "Miękka siła" (ang. "soft power") – zdolność państwa do pozyskiwania sojuszników i zdobywania wpływów dzięki atrakcyjności własnej kultury, polityki i ideologii[7]

Na tej podstawie opisuje współczesne relacje międzynarodowe jako "trójpłaszczyznową szachownicę":
1. W wymiarze geostrategicznym główną rolę pełnią Stany Zjednoczone jako supermocarstwo, pozostali to wielkie mocarstwa o aspiracjach globalnych np.: Unia Europejska, Chiny, Rosja, Japonia czy Indie.
2. W wymiarze geoekonomicznym: główną rolę odgrywa triada: USA – Unia Europejska – Azja Wschodnia (Chiny i Japonia), pozostali to transnarodowe korporacje lub międzynarodowe instytucje finansowe.
3. "Miękka siła" – główną rolę odgrywa triada: Unia Europejska – Japonia – USA, pozostałymi są: transnarodowe korporacje, międzynarodowe instytucje finansowe, ugrupowania religijne oraz organizacje pozarządowe.

"Twarda siła" i "miękka siła" tworzą razem tzw. "rozważną potęgę" (ang. smart power):
"Hard power + soft power = smart power"

### Kompleksowy wskaźnik możliwości narodowej
Niektóre z zamieszczonych tu informacji od 2017-03 wymagają weryfikacji.
Dokładniejsze informacje o tym, co należy poprawić, być może znajdują się w dyskusji tego artykułu.
 Po wyeliminowaniu niedoskonałości należy usunąć szablon {{Dopracować}} z tego artykułu.
Kompleksowy wskaźnik możliwości (zdolności) narodowej (ang. Composite Index of National Capability – CINC) został opracowany przez J.Davida Singera dla projektu "Zależności między wojnami" w 1963 roku. Posługuje się średnią z procentowego udziału względem całego świata w sześciu różnych składnikach. Składniki te reprezentują siłę demograficzną, ekonomiczną i militarną. CINC mierzy jedynie potencjał – "twardą siłę" (hard power) i może nie wykazywać "miękkiej siły" (soft power).
Współczynnik = państwo / świat
CINC = (TPR + UPR + ISPR + ECR + MER + MPR) : 6
Gdzie:
TPR = współczynnik całkowitej populacji kraju
UPR = współczynnik populacji miejskiej kraju
ISPR = współczynnik krajowej produkcji żelaza i stali
ECR = współczynnik konsumpcji energii
MER = współczynnik wydatków na zbrojenia
MPR = współczynnik personelu militarnego
Tabela CINC (pierwsze 30 państw - według danych z 2007 i 2012):
| Państwo           | Miejsce w 2007 | CINC w 2007 | Miejsce w 2012 | CINC w 2012 |
| ----------------- | -------------- | ----------- | -------------- | ----------- |
| Stany Zjednoczone | 1              | 198 578     | 2              | 2 181 166   |
| Chiny             | 2              | 142 149     | 1              | 1 393 526   |
| Indie             | 3              | 73 444      | 3              | 808 987     |
| Japonia           | 4              | 42 675      | 5              | 35 588      |
| Rosja             | 5              | 39 274      | 4              | 400 789     |
| Brazylia          | 6              | 24 597      | 6              | 250 626     |
| Niemcy            | 7              | 24 082      | 8              | 179 105     |
| Korea Południowa  | 8              | 23 878      | 7              | 232 122     |
| Wielka Brytania   | 9              | 21 158      | 10             | 15 277      |
| Francja           | 10             | 18 924      | 15             | 142 069     |
| Włochy            | 11             | 17 420      | 18             | 128 479     |
| Turcja            | 12             | 14 317      | 11             | 152 386     |
| Pakistan          | 13             | 13 772      | 13             | 145 536     |
| Indie             | 14             | 13 708      | 14             | 144 468     |
| Iran              | 15             | 13 450      | 9              | 157 625     |
| Korea Północna    | 16             | 12 925      | 17             | 132 601     |
| Meksyk            | 17             | 12 269      | 12             | 150 392     |
| Ukraina           | 18             | 11 835      | 23             | 82 312      |
| Hiszpania         | 19             | 11 389      | 24             | 81 208      |
| Arabia Saudyjska  | 20             | 10 883      | 16             | 137 426     |
| Kanada            | 21             | 10 683      | 20             | 91 552      |
| Egipt             | 22             | 9713        | 19             | 98 926      |
| Bangladesz        | 23             | 8060        | 26             | 74 687      |
| Tajwan            | 24             | 8010        | 28             | 69 907      |
| Tajlandia         | 25             | 7973        | 25             | 77 178      |
| Nigeria           | 26             | 7792        | 21             | 90 817      |
| Wietnam           | 27             | 7612        | 22             | 88 437      |
| Australia         | 28             | 7113        | 27             | 72 981      |
| Polska            | 29             | 6939        | 35             | 54 93       |
| Mjanma            | 30             | 6395        | 33             | 56 29       |
| Południowa Afryka | 31             | 6316        | 29             | 69 406      |
| Kolumbia          | 32             | 6174        | 30             | 66 779      |

### Inne modele pomiaru

#### Wzór Ray Cline'a
Ray S. Cline opracował wzór obliczania siły kraju z uwzględnieniem woli urzeczywistnienia strategii państwowej:
P = (M+G+W) x (S+Wa)
P – potęga przekładana na rolę
M – masa krytyczna (ludność i terytorium)
G- potencjał gospodarczy
W – potencjał wojskowy
S – strategia
Wa – wola urzeczywistnienia strategii państwowej
Leszek Moczulski, nawiązując do powyższego modelu R.S. Cline'a, twierdzi, że ogólna potęga (siła) państwa równa się iloczynowi potencjałów: materialnego (M), duchowego (D) i intelektualnego (I).
P = (M) x (I) x (D)

#### Wszechstronna siła kraju
Wszechstronna siła kraju (ang: Comprehensive National Power – CNP), to wskaźnik opracowany przez politologów chińskich.
Siła = Masa krytyczna + Siła ekonomiczna + Siła militarna : 3
Gdzie:
masa krytyczna = ((ludność kraju : ludność świata) x 100)) + ((powierzchnia : powierzchnia świata) x 100))
Tabela CNP - 29 najsilniejszych państw świata i Unia Europejska.
| Lp | Państwo                   | CNP    |
| -- | ------------------------- | ------ |
| 1  | USA                       | 37.229 |
| 2  | ZSRR (do 1991)            | 35.608 |
| 3  | Unia Europejska           | 28.244 |
| 4  | Rosja                     | 16.456 |
| 5  | Chiny                     | 14.911 |
| 6  | Japonia                   | 11.280 |
| 7  | Niemcy                    | 7.682  |
| 8  | Indie                     | 7.119  |
| 9  | Niemcy Zachodnie(do 1990) | 6.866  |
| 10 | Francja                   | 6.205  |
| 11 | Wielka Brytania           | 5.054  |
| 12 | Kanada                    | 4,520  |
| 13 | Brazylia                  | 4,507  |
| 14 | Włochy                    | 4,178  |
| 15 | Australia                 | 3.044  |
| 16 | Arabia Saudyjska          | 2.275  |
| 17 | Iran                      | 2.275  |
| 18 | Indonezja                 | 2.003  |
| 19 | Polska                    | 1.976  |
| 20 | Hiszpania                 | 1.969  |
| 21 | Meksyk                    | 1.798  |
| 22 | Argentyna                 | 1.674  |
| 23 | NRD (do 1990)             | 1.561  |
| 24 | Irak                      | 1.540  |
| 25 | Holandia                  | 1.325  |
| 26 | Ukraina                   | 1.300  |
| 27 | Korea Południowa          | 1.253  |
| 28 | Czechy                    | 1.139  |
| 29 | Pakistan                  | 1.105  |
| 30 | RPA                       | 1.067  |

#### Model Witolda Orłowskiego
Witold Orłowski opracował sposób wyliczania indeksu łącznej siły państwa (kraju) w stosunku do siły świata. Składają się nań w następujących proporcjach: liczba ludności i powierzchnia (łącznie 5%), Produkt Krajowy Brutto (50%), indeks potencjału naukowo-technicznego (22,5%), indeks potencjału militarnego (22,5%).Dane wchodzące w skład indeksu zostały przedstawione jako udział danego kraju w sumie obliczonej dla 31 krajów objętych badaniem (z wyjątkiem ludności i powierzchni – gdzie został podany udział w sumie dla całego świata).
Na tej podstawie zaszeregował poszczególne kraje do różnych rodzajów mocarstw w XX wieku:
1. supermocarstwa (dominujące w świecie) - powyżej 20% ogólnego potencjału świata
2. mocarstwa światowe (gracz globalny) - powyżej 15% ogólnego potencjału świata
3. wielkie mocarstwa (mocarstwo regionalne z globalnymi aspiracjami)- od 10% do 15% ogólnego potencjału świata
4. mocarstwa regionalne (dominujące w regionie) - od 5% do 10% ogólnego potencjału świata
5. pozostałe państwa - aspirujące do roli mocarstwa regionalnego

Potęga 10 najsilniejszych państw świata:
w r. 1900:
| Lp | Państwo              | siła państwa | status państwa       |
| -- | -------------------- | ------------ | -------------------- |
| 1  | USA                  | 19           | mocarstwo światowe   |
| 2  | Imperium brytyjskie  | 18           | mocarstwo światowe   |
| 3  | Cesarstwo Niemieckie | 18           | mocarstwo światowe   |
| 4  | Francja              | 10           | wielkie mocarstwo    |
| 5  | Rosja                | 10           | wielkie mocarstwo    |
| 6  | Austro-Węgry         | 6            | mocarstwo regionalne |
| 7  | Chiny                | 4            | --                   |
| 8  | Włochy               | 3            | --                   |
| 9  | Japonia              | 2            | --                   |
| 10 | Turcja               | 2            | --                   |

W 1939 r.:
| Lp | Państwo             | siła państwa | status państwa       |
| -- | ------------------- | ------------ | -------------------- |
| 1  | USA                 | 19           | mocarstwo światowe   |
| 2  | Imperium brytyjskie | 15           | mocarstwo światowe   |
| 3  | Niemcy              | 15           | mocarstwo światowe   |
| 4  | ZSRR                | 14           | wielkie mocarstwo    |
| 5  | Francja             | 9            | mocarstwo regionalne |
| 6  | Japonia             | 6            | mocarstwo regionalne |
| 7  | Włochy              | 5            | mocarstwo regionalne |
| 8  | Chiny               | 3            | --                   |
| 9  | Polska              | 2            | --                   |
| 10 | Brazylia            | 2            | --                   |

w 2000 r. (+ Polska):
| Lp | Państwo              | siła państwa | status państwa       |
| -- | -------------------- | ------------ | -------------------- |
| 1  | USA                  | 27           | supermocarstwo       |
| 2  | Unia Europejska      | 23           | supermocarstwo       |
| 2  | Chiny                | 12           | wielkie mocarstwo    |
| 3  | [] "Twarde jądro UE" | 10 [13]      | wielkie mocarstwo    |
| 3  | Rosja                | 8            | mocarstwo regionalne |
| 4  | Japonia              | 7            | mocarstwo regionalne |
| 5  | Indie                | 6            | mocarstwo regionalne |
| 6  | Niemcy               | 4            | -                    |
| 7  | Wielka Brytania      | 4            | --                   |
| 8  | Francja              | 4            | --                   |
| 9  | Brazylia             | 3            | -                    |
| 10 | Włochy               | 3            | -                    |
| 17 | Polska               | 1            | -                    |

#### Projekt "Potęgi Państw
Autor projektu - prof. Mirosław Sułek - opracował własną metodologię obliczania siły państwa i kryteria, według których poszczególne państwa zostały zaliczone do poszczególnych kategorii mocarstw. Według tego modelu w 2013 scenę globalną kształtują:
- supermocarstwa (powyżej 18% potęgi świata) - brak;
- mocarstwa światowe (12–18%) - dwa: Stany Zjednoczone i Chiny;
- wielkie mocarstwa (7–12%) – brak;
- mocarstwa regionalne (3–7%) – cztery: Japonia, Indie, Brazylia i Rosja. Niemcy wypadły z tego grona w 2010 r.[6]

### Global Governance 2025
Projekt Global Governance 2025 opracowany przez National Intelligence Council (NIC) USA oraz Instytut Unii Europejskiej Studiów nad Bezpieczeństwem (EUISS) przy współudziale ekspertów z Chin, Rosji, Indii, Japonii, Brazylii, RPA i Zjednoczonych Emiratów Arabskich opisuje rozkład sił mocarstw w 2010 i przewidywany na 2025.
| Pozycja | Mocarstwa w 2015  | procent | Mocarstwa w 2025  | procent |
| ------- | ----------------- | ------- | ----------------- | ------- |
| 1.      | Stany Zjednoczone | 22      | Stany Zjednoczone | 18      |
| 2.      | Unia Europejska   | 16      | Chiny             | 16      |
| 3       | Chiny             | 13      | Unia Europejska   | 14      |
| 4.      | Indie             | 8       | Indie             | 10      |
| 5.      | Japonia           | 5       | Japonia           | 4       |
| 6.      | Rosja             | 4       | Rosja             | 3       |
| 7.      | Brazylia          | 3       | Brazylia          | 3       |

### Index Mocy Państw
W opracowanym przez In.Europa indeksie siłę państw tworzy suma: kapitału ekonomicznego, potencjału militarnego, siły dyplomacji, powierzchni, zasobów ludzkich, popularności kultury, zasobów naturalnych oraz bezpieczeństwa energetycznego danego kraju. W poniższym rankingu ujęto potęgi 10 najsilniejszych państw świata, Polski oraz Unii Europejskiej (traktowaną jako sumę potęg wszystkich państw członkowskich):
| Pozycja | Państwo           | punkty |
| ------- | ----------------- | ------ |
| 1.      | Unia Europejska   | 18,16  |
| 1.      | Stany Zjednoczone | 16,22  |
| 2.      | Chiny             | 12,49  |
| 3.      | Rosja             | 5,25   |
| 4.      | Indie             | 5,24   |
| 5       | Niemcy            | 3,89   |
| 6.      | Wielka Brytania   | 2,96   |
| 7       | Francja           | 2,78   |
| 8       | Japonia           | 2,43   |
| 9       | Brazylia          | 2,40   |
| 10.     | Kanada            | 2,03   |
| 27.     | Polska            | 0,65   |